# 謝利 (愛達荷州)
謝利（英語：Shelley）是一個位於美國愛達荷州賓厄姆縣的城市。

## 地理
謝利的座標為43°22′46″N 112°07′26″W / 43.37944°N 112.12389°W，而該地的平均海拔高度為1412米（即4633英尺）。

## 人口
根據2010年美國人口普查的數據，謝利的面積為4.65平方千米，均為陸地。當地共有人口4409人，而人口密度為每平方千米948.17人。